# Magnus Hägg
Magnus Hägg, född 26 april 1928 i Stockholm, är en svensk tecknare, grafiker och formgivare, båtbyggare och fiolbyggare, m m.
Hägg studerade på Anders Beckmans reklamskola och vid Otte Skölds målarskola i Stockholm. Hans konst består av impressionistiska landskap och tekniska illustrationer. Som illustratör illustrerade han Alvar Zackes bok Allmogebåtar 1973. Hägg är representerad vid Sjöhistoriska museet i Stockholm.